# 상암로 (서울)
상암로(上岩路, Sangam-ro)는 서울특별시 강동구 암사2동 선사로에서 상일동 서울상일초등학교를 잇는 왕복 2차선 도로이다.

## 유래
서울특별시 강동구 상일동과 암사2동을 잇는 도로로 각 동의 이름에서 한 글자씩 따서 지어졌으며, 마포구 상암동과는 무관하다. 참고로, 상암동에는 성암로가 있다.

## 역사
- 1991년 12월 26일 : 상암길(현 선사로 - 현 서울대명초등학교, 2.9 km)로 정해졌다.
- 1997년 10월 14일 : 종점이 서울대명초등학교에서 서울상일초등학교로 연장되었다(4.2 km).
- 2009년 7월 10일 : 상암길에서 상암로로 변경되었다.

## 구간
서울특별시 강동구
선사로 - 암사역 - 서울천호초등학교 - 천호중학교 - 굽은다리역 - 명일2동 주민센터 - 서울대명초등학교 - 주몽학교, 주몽재활원 - 상일동 동아아파트 - 서울상일초등학교